# Nachal Prat
Nachal Prat (hebrejsky נחל פרת, arabsky وادي القلط, Vádí Kelt, v přepisu do hebrejštiny ואדי קלט) je vádí na Západním břehu Jordánu v Judských horách a v Judské poušti.

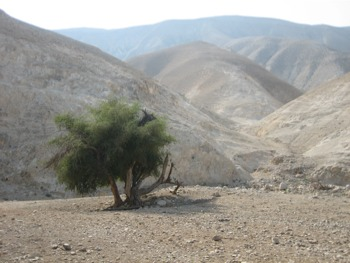
Nachal Prat a krajina Judské pouště

Začíná v nadmořské výšce okolo 750 metrů na hřebenu Judských hor na Západním břehu Jordánu v prostoru obce al-Ram nedaleko od okraje Jeruzaléma. Vede pak k jihovýchodu, přičemž se rychle zařezává do okolního terénu a vytváří hluboké údolí. Východně od jeruzalémské čtvrti Neve Ja'akov sem od západu ústí Vádí al-Chafi. Charakter krajiny se rychle mění a vádí vstupuje do aridního regionu Judské pouště. Podchází izraelskou bezpečnostní bariéru. Na jihu odtud leží palestinské město Hizma, na severu izraelská osada Geva Binjamin. Dál k východu již leží zcela pouštní krajina, ve které kromě občasných beduínských sídel demograficky dominují izraelské osady. Vádí tu prochází hlubokým kaňonem a ze severu míjí izraelské osady Almon, Nofej Prat, Kfar Adumim a Alon. Na dně kaňonu leží turisticky využívaný klášter svatého Jiří. Od severozápadu sem ústí vádí Nachal Michmas. Vede dál k východu a rychle klesá do příkopové propadliny Mrtvého moře. Z jihu míjí město Jericho, podchází dálnici číslo 90 a zprava ústí do řeky Jordán, která krátce nato jeho vody předává do Mrtvého moře.